# Willie Polland
William "Willie" Polland (28 juli 1934 – 12 februari 2010) was een Schots voetballer.
De verdediger Polland begon zijn voetbalcarrière in 1955 bij Raith Rovers en speelde ongeveer 200 wedstrijden voor de club uit Kirkcaldy. In 1961 vertrok hij naar Heart of Midlothian. Met Hearts won Polland de Scottish League Cup in 1962–63. In 1967 keerde hij terug naar Raith Rovers waar hij 1970 zijn carrière beëindigde na degradatie van de club.